# Neusaal
De neusaal (Aldrovandia affinis) is een straalvinnige vissensoort uit de familie van rugstekelalen (Halosauridae). De wetenschappelijke naam van de soort is voor het eerst geldig gepubliceerd in 1877 door Günther.

## Kenmerken
Deze diepzeevis heeft een goudkleurig lichaam met grote, gladde schubben, een goed ontwikkelde neus en een tot de staartvin doorlopende aarsvin. De neusorganen zijn goed ontwikkeld en duiden erop, dat de geurzin een belangrijke rol speelt bij de onderlinge communicatie tussen beide geslachten. De lichaamslengte bedraagt maximaal 55 cm en het gewicht 6 kg.

## Verspreiding en leefgebied
Deze soort komt wereldwijd voor in gematigde en tropische wateren op diepten van 700 tot 2000 meter.